# Proterpia
Proterpia är ett släkte av insekter. Proterpia ingår i familjen hornstritar.
Kladogram enligt Catalogue of Life:
| Proterpia | \| \| Proterpia rotundicornis \| \| \| \| \| \| Proterpia truncaticornis \| \| \| \| |
|           | \| \| Proterpia rotundicornis \| \| \| \| \| \| Proterpia truncaticornis \| \| \| \| |
|           | Proterpia rotundicornis                                                              |
|           |                                                                                      |
|           | Proterpia truncaticornis                                                             |
|           |                                                                                      |